# Louis Ernest Valentin
Pour les articles homonymes, voir Valentin.
Louis Ernest Valentin, né le 26 décembre 1812 à Paris et mort le 21 décembre 1885 à Montauban, est un général de brigade (nommé le 13 décembre 1870). Il exerce les fonctions de Préfet de Police à Paris à partir du 24 mars 1871 jusqu'au 17 novembre de la même année. Il joue un rôle non négligeable au côté du gouvernement pendant la Commune. Il contribue au rétablissement de l'ordre après l'échec de celle-ci. 